# Opius efoveolatus
Opius efoveolatus är en stekelart som beskrevs av Szepligeti 1913. Opius efoveolatus ingår i släktet Opius och familjen bracksteklar. Inga underarter finns listade i Catalogue of Life.